# Liste der Kulturdenkmäler in Beindersheim
In der Liste der Kulturdenkmäler in Beindersheim sind alle Kulturdenkmäler der rheinland-pfälzischen Ortsgemeinde Beindersheim aufgeführt. Grundlage ist die Denkmalliste des Landes Rheinland-Pfalz (Stand: 18. Juli 2022).

## Einzeldenkmäler
| Bezeichnung                                              | Lage                                           | Baujahr                    | Beschreibung | Bild                           |
| -------------------------------------------------------- | ---------------------------------------------- | -------------------------- | --- | ------------------------------ |
| Schulhaus                                                | Brunnenweg 6 Lage                              | 1913                       | ehemaliges Schulhaus; L-förmiger Putzbau auf rustiziertem Sandsteinsockel, hohe Walmdächer, 1913, Architekt Bezirksbaumeister Berghammer                                 | Fotos hochladen                |
| Wegekreuz                                                | Großniedesheimer Straße Lage                   | 1869                       | Wegekreuz, Sandstein, bezeichnet 1869, Korpus Zinkhohlguss, 1932 | Fotos hochladen                |
| Kriegerdenkmal                                           | Großniedesheimer Straße, auf dem Friedhof Lage | ab 1910                    | Kriegerdenkmal 1914/18 und 1939/45, überlebensgroße Betonplastik, 1959 von Franz Lind, Freinsheim; der Friedhof 1843 angelegt, 1854, 1905 und 1975 erweitert             | Fotos hochladen                |
| Grabmal                                                  | Großniedesheimer Straße, auf dem Friedhof Lage | ab 1910                    | Grabmal Familie Diehl, Raquet und Blum, Galvanoplastik, um 1910; der Friedhof 1843 angelegt, 1854, 1905 und 1975 erweitert                                               | Fotos hochladen                |
| Hofanlage                                                | Kirchenstraße 5 Lage                           | 18. und 19. Jahrhundert    | Hofanlage, 18. und 19. Jahrhundert; barockes Wohnhaus mit Torfahrt, bezeichnet 1747, Obergeschoss und Nebengebäude zweite Hälfte des 19. Jahrhunderts                    | Fotos hochladen                |
| Protestantische Kirche                                   | Kirchenstraße 7 Lage                           | 1748                       | Saalbau 1748, Westturm 1908 und 1928/29, Architekt Friedrich Larouette, Frankenthal; mit Ausstattung                                                                     | weitere Bilder Fotos hochladen |
| Katholische Kirche Hl. Kreuz, St. Peter und St. Nikolaus | Kirchenstraße 9 Lage                           | 1914–16                    | neubarocker gusssteingegliederter Saalbau, Glockenturm, Treppenturm, 1914–16, Architekt Wendelin Leonhardt, Mannheim; mit Ausstattung                                    | weitere Bilder Fotos hochladen |
| Hofanlage                                                | Kirchenstraße 16 Lage                          | Mitte des 19. Jahrhunderts | Hakenhof, Mitte des 19. Jahrhunderts; eingeschossiges Wohnhaus mit Kniestock; teilweise wiederverwendete Fenstergewände des 18. Jahrhunderts; Toranlage, bezeichnet 1842 | Fotos hochladen                |
| Rathaus                                                  | Schenkelstraße 1 Lage                          | 1849                       | sandsteingegliederter Putzbau, 1849; zwei Tafeln vom Vorgängerbau, eine bezeichnet 1616; ortsbildprägend                                                                 | Fotos hochladen                |
| Hofanlage                                                | Schenkelstraße 5 Lage                          | 19. Jahrhundert            | Hofanlage, 19. Jahrhundert; eineinhalbgeschossiges Wohnhaus und Altensitz, Scheune: Rotsandsteinquaderbau                                                                | Fotos hochladen                |
| Spolie                                                   | Schenkelstraße, an Nr. 14 Lage                 | 1774                       | barocker Schlussstein, 1774 | BW                             |